# بیمارستان و مرکز پزشکی آسیا
موسسه قلب آسیا (به انگلیسی: Asian Heart Institute) بیمارستانی در شهر بمبئی هند است و دارای ۲۵۰ تخت است.